# Catalinia thompsoni
Espèce
Synonymes
- Vaejovis minimus thompsoni Gertsch & Soleglad, 1972
- Pseudouroctonus minimus thompsoni (Gertsch & Soleglad, 1972)

Catalinia thompsoni est une espèce de scorpions de la famille des Vaejovidae.

## Distribution
Cette espèce est endémique de Californie aux États-Unis. Elle se rencontre dans les Channel Islands de Californie sur Anacapa, Santa Cruz et Santa Rosa.

## Description
Le mâle mesure 22,8 mm et les femelles de 24,1 à 27,8 mm.

## Systématique et taxinomie
Cette espèce a été décrite sous le protonyme Vaejovis minimus thompsoni par Gertsch et Soleglad en 1972. Elle suit son espèce dans le genre Pseudouroctonus par Stockwell en 1992. Elle est élevée au rang d'espèce et placée dans le genre Catalinia par Soleglad, Ayrey, Graham et Fet en 2017.

## Étymologie
Cette espèce est nommée en l'honneur de Melvin Thompson.

## Publication originale
- Gertsch & Soleglad, 1972 : « Studies of North American scorpions of the genera Uroctonus and Vejovis. » Bulletin of the American Museum of Natural History, no 148, p. 549–608 (texte intégral).